# نظرية مؤامرة الإبادة الجماعية البيضاء

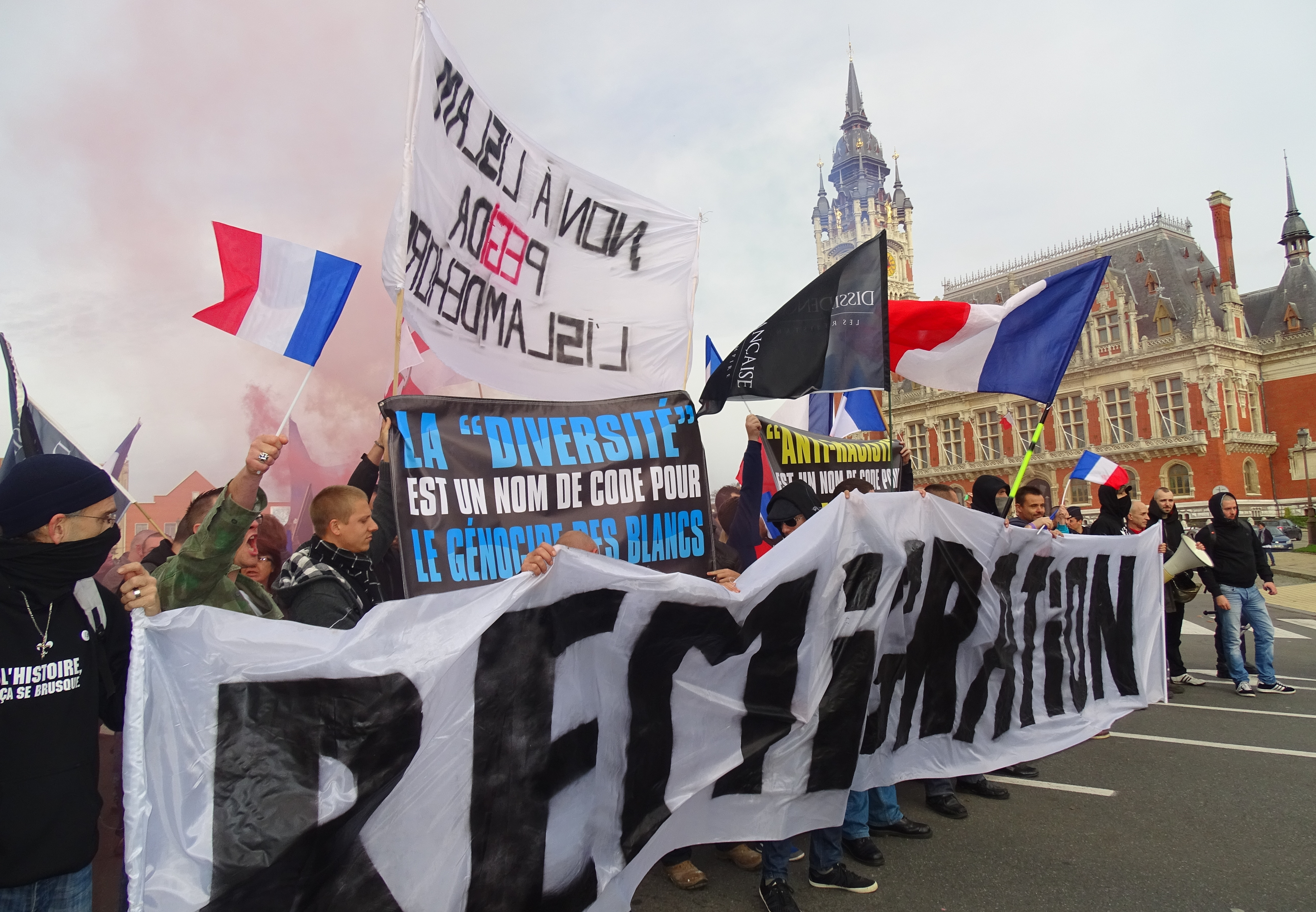
متظاهرون معادون للهجرة في في كاليه يحملون شعارا يقول بالفرنسية: «التنوع العرقي هو رمز سري يرمز للإبادة الجماعية البيضاء» في 8 نوفمبر 2015.

نظرية مؤامرة الإبادة الجماعية البيضاء، الانقراض الأبيض، أو نظرية مؤامرة استبدال البيض هي معتقد مؤمن بسيادة البيض، القومية البيضاء، الانفصالية البيضاء، ويؤمن بأن هناك مؤامرة متعمدة لتشجيع تمازج الأجناس والهجرة الجماعية والاندماج العرقي ومعدلات الخصوبة المنخفضة والإجهاض ومصادرة الأراضي الحكومية من البيض والعنف المنظم والإقصاء في البلدان التي يُفترض أنها تم تأسيسها بواسطة البيض، وذلك لإبادة العرق الأبيض من خلال الاستيعاب القسري والإبادة الجماعية العنيفة، والتي يقول مؤيدو النظرية أن اليهود أو أعراق أخرى تقودها.
يعتقد أن الإبادة الجماعية البيضاء هي خرافة، مبنية على العلوم الزائفة، والتاريخ المزيف، والكراهية، مدفوعة بالذعر النفسي الذي يطلق عليه في كثير من الأحيان قلق الانقراض الأبيض. لا يوجد دليل على أن الناس البيض ينقرضون أو أنهم سوف ينقرضون، أو أن أي شخص يحاول إبادتهم. والغرض من نظرية المؤامرة تلك على الأرجح هو تخويف البيض، وتبرير اتباع أجندة قومية بيضاء لدعم الدعوات الناجحة بصورة متزايدة للعنف.
تم نشر نظرية المؤامرة من قبل النازي الجديد والمجرم المدان ديفيد لين في حوالي سنة 1995. وترتبط عبارة «مناهضة العنصرية هي إشارة سرية لمناهضة البيض»، والتي صيغت من قبل القومي الأبيض روبرت ويتاكر، ترتبط عادة مع موضوع الإبادة الجماعية البيضاء. نظريات مؤامرة مماثلة كانت جزءًا من الخطاب في ألمانيا النازية، كما هو موضح في كتيب كتب لـ «إدارة الأبحاث للمسألة اليهودية» في «معهد الرايخ» التابع للمؤرخ الألماني والتر فرانك بعنوان «هل تموت الأمم البيضاء؟ مستقبل البيض والأمم الملونة في ضوء الإحصاءات البيولوجية».
تم التعبير عن نظرية المؤامرة في أوروبا وأمريكا الشمالية وجنوب أفريقيا وروسيا وأستراليا. كما تم استخدامها بشكل شائع كنسخة أوسع وأكثر تطرفًا، من نسخة نظرية مؤامرة الاستبدال العظيم سنة 2012 لرينو كامو، والتي تركز على السكان المسيحيين البيض في فرنسا.
في أغسطس عام 2018، اتُهم الرئيس الأمريكي دونالد ترامب بتأييد نظرية المؤامرة في تغريدة مرتبطة بالسياسة الخارجية كلف فيها وزير الخارجية مايك بومبيو بالتحقيق في «مصادرة الأراضي والمزارع في جنوب إفريقيا والقتل الجماعي للمزارعين»، مدعيا أن «حكومة جنوب إفريقيا تستولي الآن على أراضي المزارعين البيض». هذه الرواية مستمدة من هجمات المزارع، وإصلاح الأراضي في جنوب أفريقيا، وهي فرع من نظرية المؤامرة الأوسع، وتستخدم من قبل القوميين البيض كمفهوم مكافئ، أو حكاية تحذيرية، لتبرير السياسات الساعية للاحتفاظ بالأغلبية البيضاء أو زيادتها في الدول القومية، أو الحفاظ على رؤيتهم لتفوق البيض. في يوليو 2019، قيل إن الرئيس الأمريكي يؤيد النظرية مرة أخرى، ويطلب من أربع عضوات منتخبات من غير البيض ولديهن الجنسية الأمريكية، «العودة» إلى بلادهن «المكسورة والمليئة بالجريمة».

## التاريخ
بدأت فكرة العرق البشري الأبيض المميز مع الطبيب وعالم الإنسان الألماني يوهان فريدريش بلومنباخ، الذي زعم عام 1775 وجود خمسة أعراق بشرية وهي: العرق القوقازي، والمنغولي، والمالاوي، والإثيوبي (أو الزنجي)، والأمريكي الهندي. نشر فرانسوا بيرنير سابقًا عام 1684، مقالة ملحقة تتألف من أربع صفحات طرحت وجود خمسة أعراق، تدمج الأوروبيين («باستثناء جزء من دوقية موسكو الكبرى») مع سكان مناطق ساحل أفريقيا الشمالي، وشبه الجزيرة العربية، وبلاد فارس، ومنغوليا، والهند، وأجزاء من الصين، وسومطرة، وبانتام، وبورنيو، ووصف لون البشرة بأنه «حدث بمحض الصدفة». كانت التصنيفات السابقة للأعراق والثقافة أكثر محدودية وأكثر قابلية للتغير خلال العصور القديمة، ما أدى إلى التمييز بشكل أكبر بين المجموعات القبلية والعائلية، وكانت تعتمد بشكل أكبر على عوامل بيئية مثل الجغرافيا والمناخ بالإضافة إلى المظهر، والفيزيولوجيا، والسلوكيات المكتسبة مثل اللغات والحمية الغذائية. ترتبط الاختلافات العنصرية والعرقية الحالية بشكل عام بعلم الأنساب الجيني، الذي يُستبدل في العلوم الطبية.

### تحسين النسل
كان لنظرية المؤامرة جذور في النظريات الخاصة بتحسين النسل في أوائل القرن العشرين، التي كانت معروفة في المستعمرات الإنجليزية، إذ كان هناك تخوف من أن تحل الأجناس غير البيضاء محل البيض في النهاية.

عام 1916، كتب المحامي وعالم تحسين النسل الأمريكي ماديسون غرانت كتابًا بعنوان الأساس العنصري للتاريخ الأوروبي (بالإنجليزية: The Passing of the Great Race)، صدرت منه أربع طبعات، ولكن تم تجاهله بشكل كبير عند بداية ظهوره، وأصبح جزءًا من حضارة شعبية في أمريكا في عشرينيات القرن المنصرم، وفي أثناء تلك العملية، أنشأ العقيدة التي تنص على أن العرق الأصلي في الولايات المتحدة، المسمى بعرق الشمال، كان يخضع لتهديدات بالانقراض نتيجة للاندماج مع غير البيض، كتب غرانت عن ذلك قائلًا:
لن يهزم أصحاب العرق الأسود، أو البني، أو الأصفر، أو الأحمر العرق الأبيض في أي معركة. لكن في حال اختلطت العناصر القيّمة لعرق الشمال مع سلالات أدنى منزلة أواختفت نتيجة للانتحار العرقي، عندها ستنهار قلعة الحضارة بسبب النقص الشديد في المدافعين عنها.
وصفت الصحيفة الرسمية لجامعة هارفارد تقرير غرانت بأن العرق الذي «أسس» أمريكا كان مهددًا بالانقراض إلا في حال أوقفت الولايات المتحدة هجرة اليهود وغيرهم. أشار الكاتب فرنسيس سكوت فيتسجيرالد بشكل مبطن إلى غرانت في رواية غاتسبي العظيم (بالإنجليزية: The Great Gatsby)، إذ كانت شخصية توم بوكانان تقرأ رواية نهضة الإمبراطوريات الملونة (بالإنجلزية: The Rise of The Colored Empires) التي ألفها «الرجل المدعو غودارد»، وهي مزيج من أفكار غرانت وزميله لوثروب ستودارد. (كتب غرانت مقدمة لكتاب ستودارد بعنوان المد الصاعد للألوان في مواجهة سيادة العالم الأبيض (بالإنجليزية: The Rising Tide of Color Against White World-Supremacy). وقال بوكانان مفسّرًا «على الجميع أن يقرأه». «تكمن الفكرة في أنه إن لم نكن حذرين، سيصبح العرق الأبيض مغمورًا بالكامل. الأمر علمي تمامًا، وتم إثباته».

### ألمانيا النازية
كتب أدولف هتلر إلى غرانت ليشكره على تأليف كتاب الأساس العنصري للتاريخ الأوروبي، ودعاه «كتابي المقدس». استخدم النازيون نظرية المؤامرة على نطاق واسع لتكون حملة دعائية، كما هو موضح في كتيب صدر عام 1934 عن «قسم البحوث في المسألة اليهودية» في «معهد ريش» التابع لوالتر فرانك، ويحمل عنوان «هل تلفظ الأمم البيضاء أنفاسها الأخيرة؟ مستقبل الأمم البيضاء والملونة في ضوء الإحصاءات البيولوجية». استخدم النازيون نظرية المؤامرة لتكون دعوة لحمل السلاح لكسب القوة عن طريق الهيمنة الثقافية والتضحية باليهود عن طريق الاستفادة من الضغائن التاريخية الطويلة.
قبل استلام اليهود السلطة، اعتبر بعض علماء تحسين النسل الألمان بما فيهم مختصون بالطب والطب النفسي أن اليهود مختلفين عن الأوروبيين البيض، لكنهم ليسوا «فاسدين» جدًا أو غير مؤهلين لدرجة أن يحتاجوا أكثر من الإرشاد لتجنب الأمراض الوراثية عن طريق التوجيه الأسري للمقبلين على الزواج، وبحلول عام 1918، أجريت فحوصات لليهود الراغبين بالهجرة إلى فلسطين.

### اتهامات النازيين الجدد لليهود
من الممكن أن تعود جذور نظرية المؤامرة إلى دوائر النازيين الجدد الأوروبيين في فترة ما بعد الحرب، على وجه الخصوص كتاب رينيه بينيت لعام 1950 بعنوان نظرية العنصرية (بالفرنسية: Theorie du Racisme). أثر رينيه على حركات اليمين المتطرف الفرنسية في ستينيات القرن العشرين، مثل حركة الحدث الأوروبي (بالإنجليزية: Europe- Action)، التي ناقشت فكرة أن «الاختلاط العرقي الممنهج لم يكن إلا حركة إبادة جماعية بطيئة».
ظهر مصطلح «الإبادة الجماعية للبيض» بشكل متقطع في صحيفة وايت باور (بالإنجليزية: White Power) التابعة للحزب النازي الأمريكي في أوائل عام 1972، واستخدمته المقاومة الآرية البيضاء في سبعينيات وثمانينيات القرن العشرين، إذ كان يشير بشكل أساسي إلى تحديد النسل والإجهاض. طور النازي الجديد، دايفيد لين، نظرية المؤامرة في كتابه بيان حول الإبادة الجماعية للبيض (بالإنجليزية: White Genocide Manifesto) (1995، أصل الاستخدام اللاحق للمصطلح)، زعم فيه أن السياسات الحكومية للعديد من الدول الغربية كانت تهدف إلى تدمير الثقافة الأوروبية البيضاء، وجعل البيض «صنفًا منقرضًا». انتقد لين -وهو أحد الأعضاء المنظمين لمؤسسة أوردر- تمازج الأجناس، والإجهاض، والمثلية الجنسية، وسيطرة اليهود على وسائل الإعلام، «والرياضات متعددة الأعراق»، والتداعيات القانونية ضد أولئك ممن «يقاومون الإبادة الجماعية»، و«حكومة الاحتلال الصهيوني» التي قال أنها تتحكم بالولايات المتحدة وبلدان أخرى ذات غالبية بيضاء، والتي تشجع على «الإبادة الجماعية للبيض».
بعد مدة قصيرة من إصدار بيان لين، نشرت مجموعة آريان نيشنز (بالإنجليزية: Aryan Nations) إعلان الاستقلال الخاص بها لعام 1996، موضحة أن حكومة الاحتلال الصهيوني كانت تسعى إلى «القضاء على العرق الأبيض وثقافته» وأن ذلك «أحد أهدافها الرئيسة». اتهمت هؤلاء اليهود بتخريب السيادة الدستورية للقانون، وبتحمل مسؤولية إعادة الإعمار في مرحلة ما بعد الحرب، تخريب النظام النقدي لنظام الاحتياط الفيدرالي، ومصادرة الأراضي والممتلكات، تقييد حرية الخطاب، والدين، وملكية السلاح، وجرائم قتل وخطف الوطنيين وسجنهم، والتنازل عن السيادة الوطنية للأمم المتحدة، والقمع السياسي، والبيروقراطية المسرفة، تخفيف القيود الخاصة بالهجرة والاتجار بالمخدرات، وزيادة الضرائب، وتلويث البيئة، قيادة الجيش والمرتزقة والشرطة، إنكار التراث الثقافي الآري، والتحريض على تمرد المهاجرين. من بين هذه الاتهامات، مثلت حكومة الاحتلال الصهيوني أمام المحكمة بتهمة سن القانون الاحتياطي الفيدرالي، والتصديق على ميثاق الأمم المتحدة، ووسجن أعضاء النظام، كحالات معينة.

## الدعوة والانتشار

### ألمانيا
أسفرت الاعتداءات الجنسية والسرقة ليلة رأس السنة في مدينة كولونيا في ألمانيا عن اتهامات مفادها أن الحكومة الفيدراية ووسائل الإعلام كانا يتجاهلان عمدًا إبلاغ العامة عن 1200 حالة اعتداء جنسي قام بها آلاف من الشبان المهاجرين المسلمين. عززت الاعتذارات عن الارتباك التي قدمتها قناة زي دي إف التلفزيونية الوطنية ادعاءات الصحافة الكاذبة التي قدمتها الأحزاب الشعبوية واليمين المتطرف لتكون بمثابة دليل على المؤامرة المنتشرة التي تقوم بها مؤسسات ألمانية. أجبر الكم منقطع النظير من عبور الحدود خلال عامي 2015 و2016 المستشارة أنغيلا ميركل على فرض «قيود مؤقتة» على العبور عبر الحدود مع النمسا.

## تاريخها
بدأت فكرة وجود عرق بشري أبيض متميز على يد الطبيب وعالم الأنثروبولوجيا الألماني يوهان بلومنباخ، الذي ادعى في عام 1755 وجود خمسة من الأعراق، القوقازي، والمنغولي، والمالايوي، والإثيوبي (أو الزنجي) والهندي الأميركي. آنفًا، نشر فرانسوا بيرنيير في عام 1684 مقالًا ملحقًا من أربع صفحات افترض وجود خمسة أعراق، تضم الأوروبيين («باستثناء القسم الموسكوفي») وسكان المناطق الساحلية الشمالية الأفريقية، وشبه الجزيرة العربية، وبلاد فارس، ومنغوليا، والهند، وأجزاء من الصين، وسومطرة، وبانتام، وبورنيو، ووصف لون البشرة بأنه «مجرد مصادفة». كانت التصنيفات السابقة للإثنية والثقافة أكثر ضيقًا وأكثر عرضة للتغير عبر العصور القديمة، وتصور تمييزات قريبة من القبائل والجماعات العائلية، وكانت مبنية على عوامل بيئية كالجغرافيا والمناخ بالإضافة إلى المظهر، والفيزيولوجيا، والسلوكيات المُتعلمة كاللغة والنظام. لا ترتبط الفروقات العرقية والإثنية الحالية بالأنساب الجينية إلا بصورة فضفاضة، إذ استُبدلت العلوم الطبية بها.

### تحسين النسل
لنظرية المؤامرة سلائف في نظريات تحسين النسل في أوائل القرن العشرين، التي كانت رائجة في المستعمرات البريطانية حيث كان يُخشى من أن تحل الأكثرية من الأعراق غير البيضاء محل الأعراق البيضاء في النهاية.
في عام 1916، كتب المحامي وعالم تحسين النسل الأميركي ماديسون غرانت كتابًا عنوانه أُفول العرق العظيم، الذي رغم تعرضه لتجاهل كبير عند بداية ظهوره، صدر منه أربعة إصدارات وأصبح جزءًا من الثقافة الشعبية في أميركا في عشرينيات القرن العشرين، وفي سير العملية، أنتج الاعتقاد القائل إن العرق المؤسس للولايات المتحدة، ما يُدعى بعرق الشمال، كان مهددًا بالانقراض بسبب الاندماج مع غير البيض.

كتب غرانت عن الموضوع:
«لن يهزم السود، ولا البنيون، ولا الصُفر، ولا الحُمر البيض في المعركة. لكن إذا ما امتزجت المقومات الثمينة خاصة العرق الشمالي مع سلالات أدنى أو انقرضت عبر الانتحار العرقي، تسقط قلعة الثقافة لا لشيء إلا لقلة المدافعين».
وصفت صحيفة ذا هارفارد غازيت ادعاء غرانت بأن العرق الذي «بنى» أمريكا كان معرضًا لخطر الانقراض ما لم تكبح الولايات المتحدة هجرات اليهود وغيرهم. أشار المؤلف إف. سكوت فيتزجيرالد إلى غرانت إشارة طفيفة مخفية في رواية غاتسبي العظيم، حيث كانت شخصية توم بوتشانان فيها تقرأ كتابًا اسمه نهضة إمبراطوريات الملونين لكاتبه «الرجل المسمى غودارت»، وهو اسم خليط بين غرانت وزميله لوثروب ستودارت. (كتب غرانت المقدمة لكتاب ستودارد نهضة المد الملون ضد سيادة البيض العالمية). «ينبغي على الجميع قراءته» فسر بوتشانان. «إن الفكرة هي أننا إن لم نعتني بالعرق الأبيض، سيُغرق تمامًا. كل هذه أشياء علمية؛ وقد جرى إثباتها».

### ألمانيا النازية
كتب أدولف هتلر رسالة إلى غرانت يشكره فيها على كتابة كتاب أُفول العرق الأبيض، وسماه «كتابي المقدس». سخر النازيون نظرية المؤامرة على نطاق واسع كحرب دعائية، مثلما يتضح في كتيب من العام 1934 كُتب من أجل «قسم البحث في المسألة اليهودية» في «مؤسسة الرايخ» التابعة لوالتر فرانك بعنوان «هل الأمم البيضاء تحتضر؟ مستقبل الأمم البيضاء والملونة في ظل الإحصائيات البيولوجية». استخدم النازيون نظرية المؤامرة كدعوة إلى السلاح في محاولة لكسب السلطة عبر الهيمنة الثقافية والتضحية باليهود مستفيدين من تعصبات تاريخية طويلة الأمد.
قبل وصول النازيين إلى السلطة، كان علماء تحسين النسل الألمان، بما فيهم أخصائيو الطب والطب النفسي اليهود يعتبرون اليهود متميزين عن الأوروبيين البيض، لكنهم ليسوا «منحطين» أو غير لائقين لدرجة أنهم يحتاجون إلى أي شيء أكثر من التوجيه لتجنب الأمراض الوراثية عن طريق استشارات الزواج، وفي وقت مبكر من عام 1918، الكشف عن اليهود الراغبين في الهجرة إلى فلسطين.